# Dmitri Alexejewitsch Saikin
Dmitri Alexejewitsch Saikin (russisch Дмитрий Алексеевич Заикин; * 29. April 1932 in Jekaterinowka, Rajon Salsk, Oblast Rostow, Russische SFSR, Sowjetunion; † 21. Oktober 2013) war ein sowjetischer Kosmonaut, der keinen Raumflug absolviert hat.

## Leben
Saikin hatte 1955 die Militärpilotenschule in Frunse absolviert und diente anschließend als Jagdflieger in der sowjetischen Luftwaffe. Er gehörte zu den 20 Piloten, die im Laufe des Jahres 1959 und Anfang 1960 zur Ersten Kosmonautengruppe der Sowjetunion zusammengestellt wurden.
Seine Grundausbildung begann am 25. März 1960 und endete im Dezember 1961 mit dem Examen. Saikin gehörte nicht zu den ersten Sechs, die für die frühen Wostok-Flüge ausgewählt wurden, sondern zur zweiten Reihe, die für Flüge ab 1964 vorgesehen waren, das Programm wurde aber nach Wostok 6 gestoppt.
Ab Februar 1964 bereitete sich Saikin auf einen Flug im neuen Sojus-Raumschiff vor, wurde später aber dem Flug Woschod 2 als einer der Ersatzleute zugeteilt. Bei dieser Mission sollte erstmals ein Mensch sein Raumschiff verlassen und frei im Weltall schweben. Saikin trainierte dabei sowohl als Ersatz für den Kommandanten Beljajew als auch für den Kosmonauten Leonow, der den Weltraumausstieg durchführen sollte. Saikin wurde dann aber nur zweiter Ersatzmann. Wären Beljajew oder Leonow kurz vor dem Start am 18. März 1965 ausgefallen, wäre Jewgeni Chrunow eingesprungen.
Bei der Planung für weitere Woschod-Flüge mit Weltraumausstiegen war Saikin als Besatzung im Gespräch. Dazu kam es aber nicht mehr. Wie auch andere Kosmonauten wurde Saikin an die Militärakademie der Luftstreitkräfte abgeordnet, die er am 15. Dezember 1968 mit einem Ingenieurs-Diplom verließ. Anschließend wurde Saikin dem Almas-Programm zugeteilt, das eine militärische Raumstation in der Erdumlaufbahn vorsah. Saikin bereitete sich auf einen Flug mit dem Sojus-Raumschiff vor. Am 25. Oktober 1969 musste er aber das Kosmonautenkorps verlassen, nachdem bei ihm ein Magengeschwür entdeckt worden war. Saikin wechselte die Seiten und wurde Ausbilder und leitender Ingenieur am Juri-Gagarin-Kosmonautentrainingszentrum. 1987 schied er als Oberst aus der Luftwaffe aus, 1996 ging er in den Ruhestand.
Saikin war verheiratet und wurde Vater zweier Kinder.